# Вейсс, Франсуа-Родольф
Франсуа-Родольф де Вейсс (встречается немецкий вариант Франц Рудольф фон Вейс, фр. François Rodolphe de Weiss, нем. Franz Rudolf von Weiss, также von Weiß, фамилия при рождении Wyss; 6 мая 1751, Ивердон — 21 июля 1818, Коппе) — швейцарский политический и военный деятель, писатель и философ, последователь Руссо.

## Биография
Внебрачный сын члена бернского сената Франсуа-Рудольфа де Вейса, сеньора де Дайан, и Генриетты Русильон. Был, однако, признан отцом и стал законным наследником. Родился 6 мая 1751 года в Ивердоне, где и провел детство и раннюю юность. Франкоязычный регион Во, где расположен этот город, принадлежал тогда кантону Берн. В 1766-м определился младшим офицером в полк швейцарских наёмников во Франции, где прослужил 9 лет. Оставил службу, как выражается Штриклер, «вследствие трений личного характера» после участия в 11-ти дуэлях. В 1775 году имел любовную связь, отдаленные последствия которой позже привели его за решетку. Часть биографов сообщает, что, уехав из Франции, он поступил наёмником в прусскую армию, где, видимо, и сделал карьеру, дослужившись до майора. Никаких документов о его продвижении по службе не сохранилось.
В последующие десять лет много путешествовал по Европе, причем значительную часть пути проделал пешком. В 1781 году был членом бернской делегации на переговорах в Женеве. Вскоре, однако, он оказывается в тюремном заключении в Арбурге — в результате вышеупомянутой любовной аферы. Биографы не сообщают подробностей, замечая лишь, что своим поведением Вейсс нажил себе много врагов в родном городе. Выйдя из тюрьмы, он удаляется в своё поместье, где пишет «Основы» — свой самый значительный труд, сделавший его имя известным за пределами Швейцарии. Первое издание выходит в 1785 году в Берне на французском языке. До 1789 года появляются ещё два французских издания, в 1795—96 гг. выходит немецкий перевод третьего издания, который издается повторно в 1801-м. По-французски до 1828 года «Основы» издаются десять раз. Кроме того, выходит английский перевод, а в 1807 году и сокращенный русский перевод первого тома. Новые переводы отдельных глав из «Основ» на протяжении 1810—20 гг. появляются в русской периодической печати. В 1837 году в Москве издается другой неполный перевод первого тома сочинения Вейса.
В том же 1785 году вошёл в состав «двухсот» — Большого совета Берна. Административные таланты позволили ему быстро выдвинуться. В 1786 году Вейсс становится помощником фогта в Цвайзиммене, а уже в 1787-м — начальником бернского гарнизона. В этой должности он остается несколько лет и в 1792-м получает звание подполковника.

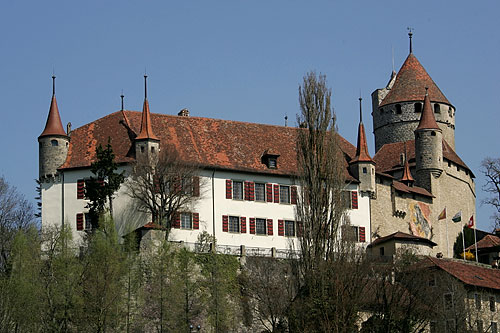
Замок Люсан, резиденция последнего бальи Мудона

Осенью 1789-го Вейсс провел несколько недель в Париже и имел возможность наблюдать за развитием революции. Он симпатизирует революционным идеям и, по возвращении в Берн, даже оказывается помещен на два месяца под домашний арест за рискованные политические высказывания. Его профранцузские настроения и связи среди жирондистов, очевидно, послужили причиной того, что в 1793-м сторонники политики нейтралитета в Большом совете посылают Вейсса в качестве своего представителя с неофициальной миротворческой миссией в Париж. Эта миссия заканчивается успехом, но какова в нём роль именно Вейсса сказать сложно, так как одновременно с ним аналогичные усилия предпринимали французский посланник в Швейцарии Бартелеми и представитель Базеля Петер Окс. Затем, в течение четырёх месяцев Вейсс командует бернским пограничным контингентом в Базеле. В августе войска находившегося в состоянии войны с Францией Сардинского королевства были пропущены на территорию швейцарского Вале, что вызвало подозрение со стороны французского правительства в нарушении Швейцарией нейтралитета. Бернские власти намеревались вновь направить Вейсса в Париж, на этот раз официально, для разъяснения своей позиции, но инцидент удалось уладить без его участия. С осени этого же года Вейсс приступает к исполнению обязанностей бальи в Мудоне. Жители Мудона с радостью восприняли это назначение — Вейсс пользовался в то время большой популярностью. Сохранились свидетельства, что толпа распрягла лошадей и на руках втащила экипаж нового бальи в расположенный на холме замок Люсан — резиденцию бернских наместников. В следующем, 1794 году Вейсс выходит производством в полковники. В ноябре 1794 года Вейсс по собственной инициативе обратился к прусскому правительству, предлагая себя в качестве посредника в мирных переговорах с Францией. Мнением Франции на сей счет он не поинтересовался. Предложение услуг было вежливо, но решительно отклонено — Франция и Пруссия в это время уже вели переговоры в Базеле при посредничестве Петера Окса.
Летом 1796 года в Берне становится известно о французских планах аннексии пограничных территорий, принадлежавших Базельскому епископству. Вейсс, отправляясь в сентябре по личным делам в Париж, вызвался прозондировать позицию французского правительства на сей счет и получил соответствующие полномочия от бернского сената. Вейсс сообщает из Парижа о положении дел в Берн и направляется в Лондон. О причинах его поездки в Англию ничего не известно. Вернувшись в Париж, Вейсс, по мере сил, пытается способствовать снижению напряженности во франко-швейцарских отношениях, но, ничего не достигнув, в январе 1797 года возвращается на родину.
Осенью 1797 года отношения между Францией и Швейцарией вновь ухудшаются. Революционные волнения в Во служат французам удобным поводом для вмешательства. В конце декабря Директория объявляет, что права и свободы жителей Во находятся под защитой Франции. В Берне, наконец, осознают серьёзность ситуации и начинают военные приготовления. Опытный генерал фон Эрлах отказывается возглавить бернские войска под предлогом того, что в Во его не любят, и тогда 12 января 1798 года Вейсс спешно производится в генералы и назначается главнокомандующим бернским экспедиционным корпусом. Ему поручается подавление беспорядков в Во. Сенат полагает, что уроженец Во Вейсс, известный к тому же своими профранцузскими взглядами, сумеет справиться с этой задачей, не возбудив излишнего недовольства французов и местных жителей. Надежды сенаторов не оправдались — 24 января повстанцы провозглашают независимую Леманскую республику, а 28 января французские войска под командованием генерала Менара оккупируют Во. Это поражение ставит крест на дальнейшей политической и военной карьере Вейсса.
Вейсс отправляется в изгнание, где проводит следующие два с половиной года, живя преимущественно в Вене. В это время он публикует несколько статей и памфлетов. В конце 1800 года Вейсс возвращается в Берн и некоторое время вновь пытается принять участие в политической жизни. Ему это не удается. С 1802 года и до конца жизни он более не является публичной персоной. У него развивается нервная болезнь и 21 июля 1818 года Вейсс кончает с собой в гостинице на берегу Женевского озера.

### Семья
В 1787 году женился на Софи фон Зиннер, с которой состоял в браке, по крайней мере, до 1802 года. У них было две дочери и сын, умерший во младенчестве. Старшая из дочерей, также Софи, впоследствии стала женой майора Корде (1781—1839). Младшая, Генриетта, в 1828 году вышла замуж за капитана фон Оугспургера (1795—1851), энтомолога-любителя. Их сын, Людвиг Оугспургер (1830—1907), унаследовал увлечение отца — собранная им коллекция крупных европейских бабочек хранится в Бернском музее естествознания . Кроме того, он, по-видимому, послужил прототипом дядюшки Мэни (алем. нем. Unggle Mäni) в романе Рудольфа фон Тавеля «Да уж, такие вот дела» (алем. нем. Jä gäll, so geit’s) — первом крупном литературном произведении на бернском диалекте.
Источники сообщают и о другом сыне Вейсса, Беате-Эмануэле, однако называют его матерью иную женщину, Элизабет Фридберг. Фамилия Фридберг, в отличие от фон Вейс и фон Зиннер, не входит в число 68-ми бернских патрицианских родов. Беат де Вейсс (1804—1844) стал в 1839 году членом, а вскоре затем и председателем парламента кантона Во, в 1841-м был депутатом федерального сейма от Во, с 1842 года и до своей смерти входил в кантональный совет Во. Внук Беата, Франц Рудольф фон Вайс (1885—1960), был дипломатом, генеральным консулом Швейцарии в Кёльне, личным другом Конрада Аденауэра.

## Сочинения
Главный труд Вейсса — философско-этический трактат Principes philosophiques, politiques et moraux. В нём он следует в русле идей Руссо и других просветителей, не добавляя ничего принципиально нового. Тем не менее, эта работа пользовалась немалым успехом, свидетельством чему её многочисленные переиздания.
В предисловии к русскому изданию 1881 года издатель В. И. Асташев замечает, что в эпоху увлечения философии разрешением «высших метафизических задач, Вейсс избрал предметом своих исследований человека, с его нравственной деятельностью». Этим, а также простотой изложения и непринужденностью тона, он объясняет успех «Основ» у публики.
В России это сочинение пользовалось популярностью у декабристов и в близких им кругах, чему есть немало свидетельств. Так, декабрист М. М. Спиридов после неудачи восстания поручил слуге уничтожить свои переводы отрывков из книги Вейсса, опасаясь, что они послужат отягчающим обстоятельством для обвинения. Вейсс был также любимым автором юного Вильгельма Кюхельбекера. По-видимому, благодаря Кюхельбекеру Пушкин ещё в Лицее познакомился с философскими взглядами Вейсса. Исследователи полагают «Основы» источником некоторых мотивов в творчестве поэта. Кроме того, по мнению Е. Н. Купреяновой, книга Вейсса оказала существенное влияние на формирование философского мировоззрения и творческого метода Л. Н. Толстого.
- Weiss, François Rodolphe. Principes philosophiques, politiques et moraux / par le Major Weiss, de diverses Académies. — [Berne] en Suisse: [s. n.], 1785.
- Вейс Ф. Р. Основание, или Существенные правила философии, политики и нравственности = Principes philosophiques, politiques et moraux / Творение полковника Вейса, члена разных Академий. Пер. с франц., с 7-го изд. [Ал. Ст. Струговщикова]. — СПб.: Тип. Акад. наук, 1807. — Ч. 1.
- Вейсс Ф. Р. Основания философий, нравственной и политической = Principes philosophiques, politiques et moraux / Соч. полковника Вейсса. Пер. с 10-го изд. Г. Рейслер. — М.: В тип. Смирнова, 1837.
- Из Вейсса. Познание самого себя // Вестник Европы  / Пер. Ник. П. Антонский. — СПб., 1821. — № 22. — С. 81—90.
- Из Вейсса. Арист, или Черты мудрого // Вестник Европы  / С фр. Герман. — СПб., 1824. — № 13. — С. 3—21.
- Из Вейсса. Арист, или Черты мудрого (окончание) // Вестник Европы  / С фр. Герман. — СПб., 1824. — № 14. — С. 81—98.
- Из Вейсса. Умеренность // Вестник Европы  / Апол. Болтин. — СПб., 1824. — № 15. — С. 197—205.
- Из Вейсса. Честолюбие // Вестник Европы  / Ал. Болтин. — СПб., 1824. — № 15. — С. 205—209.
- Из Вейсса. О жалости к животным // Вестник Европы  / Герман. — СПб., 1824. — № 18. — С. 124—136.
- Вейсс Ф. Р. Нравственные основы жизни = Principes philosophiques, politiques et moraux / Пер. с франц. Т. I—II, в 1 кн. — СПб.: Издано В. И. Асташевым, 1881.
- Вейсс Ф. Р. Нравственные основы жизни / Печатается по изд. СПб., 1881 г. — Минск: Юнацтва, 1994. — ISBN 5-7880-0967-7.

## Интересные факты
- Часть биографов сообщает, что во время своего пребывания в Англии Вейсс вызвался на поединок с одним из лучших боксеров Лондона и победил его[2][27].
- Сообщается также, что как-то в Париже Вейсс в одиночку успешно оборонял дом, в котором жил, от пришедшего его арестовывать отряда[2].
- В конце 1793 года Вейсс, будучи официальным представителем бернских властей в Мудоне, по-видимому, укрывал беглого французского генерала Дюмурье, в то время как бернские политики уверяли французского посланника, что не допустят появления Дюмурье в Швейцарии[28].
- Лагарп охарактеризовал деятельность генерала Вейсса на посту главнокомандующего бернскими войсками в январе 1798 года словами «Пришёл, увидел, убежал» (лат. Veni, vidi, fugi), переделав для этого известную фразу Цезаря «Пришёл, увидел, победил»[29].

### Комментарии
1. ↑  По данным каталога Немецкой национальной библиотеки, Вейсс официально сменил написание фамилии в 1790 году, однако уже в первом издании его «Principes philosophiques» (1785) фамилия автора указана как Weiss.
2. ↑  [Данилевский, 2004], вслед за некоторыми французскими авторами, ошибочно указывает 1802 год.
3. ↑  Так в большинстве источников. [Michaud, 1865] и, вслед за ним, некоторые другие авторы, по-видимому ошибочно, указывают местом смерти Ньон (Коппе входит в округ Ньон).
4. ↑  Переводчик А. С. Струговщиков — дядя поэта А. Н. Струговщикова.
5. ↑  [Bastide-Kastl, 2013] датирует парижский вояж Вейсса 1792 годом.
6. ↑  Так в большинстве источников. [Montet, 1878, p. 639], однако, датирует присвоение звания полковника 1793 годом.
7. ↑  Большинство источников, включая самого Вейсса, прямо называют его генералом. Некоторые, в частности [Steiger, 1864], полагают, что он занял генеральскую должность, оставаясь полковником.
8. ↑  [ЭЛ, 1837], видимо ошибочно, датирует возвращение Вейса в Швейцарию 1808 годом.
9. ↑  Так в большинстве источников. [Steiger, 1864], однако, указывает 20 июля.
10. ↑  Один из источников, [Bähler, 1912, S. 98], называет жену Вейсса Анна Катарина фон Зиннер.
11. ↑  Авторы Исторического словаря Швейцарии [Meuwly, 2013, Bastide-Kastl, 2013] указывают её фамилию как Фриберг.

### Цитаты
1. ↑  
Ср. отрывок из письма Доротеи Марии Цеэндер от 10.08.1785:

Что до Висса, то это должно быть приятный господин, которого я два или три раза видала в обществе, он производит однако впечатление необыкновенное и романтическое, поскольку его матушка, родом из Во, скончалась ещё до замужества, хотя последнее было ей обещано, и, вследствие сих несчастливых обстоятельств, сын был признан отцом и вошел в состав «двухсот» на последних выборах. Он составил книгу, коей я ещё не читала; говорят, она изрядно написана, но престранная.
Оригинальный текст (фр.)Quant à Wyss, c’est un homme qui sait être agréable, je l’ai vu 2 ou 3 fois en compagnie, mais il passe pour être un peu singulier et romanesque, car sa mère qui étoit du Pays de Vaud, est morte avant qu’elle ait pu être mariée, quoiqu’elle fût promise, et vu ces circonstances malheureuses le fils a été légitimé, et il est entré en 200 la dernière promotion. Il a fait un livre que je n’ai pas encore lu, on dit qu’il est assez bien écrit, mais singulier.
— Цит. по: Türler, Heinrich. Kulturhistorisches aus Bernerbriefen von 1784-1793. (нем.) // Neues Berner Taschenbuch. — Bern: Wyss, 1925. — Bd. 31. — S. 62–106. Архивировано 5 марта 2016 года.
2. ↑  
Поэт Август фон Платен, познакомившийся с дочерьми Вейсса в 1825 году, дает им следующую характеристику в своем дневнике:
Старшая дочь, разведённая Корде, могла бы ещё и теперь сойти за красавицу. Её манеры просты, трогательно наивны, ей присуща тонкость в отсутствие какой-либо аффектации. Младшая сестра, Генриетта, тяготеет более к немецкой культуре. Она прелестна и мила, и, при том, что она нисколько не образована и не начитана, я часто слышал из её уст те тонкие, точные суждения о предметах возвышенных и житейских, что всегда делали мне столь приятным общение с дамами.
Оригинальный текст (нем.)[Die] älteste Tochter, eine geschiedene Cordey, könnte noch jetzt für eine Schönheit gelten. Ihr Umgang ist einfach, anmutig, naiv mit Feinheit und doch ohne alle Affektation. Die jüngere Schwester, Henriette, nähert sich mehr einer deutschen Bildung. Sie ist hübsch und angenehm, und ohne daß sie im mindesten gelehrt und belesen wäre, hörte ich oft aus ihrem Munde jene feinen, treffenden Urteile über Geistesprodukte und Lebensverhältnisse, welche mir den Umgang mit Frauen immer am angenehmsten gemacht haben.— Цит. по: Platen, August von. 9. Oktober 1825. Brienz // Die Tagebücher. — Stuttgart: Cotta, 1900. — Bd. 2. — P. 781–783.
3. ↑  
Позиция Купреяновой подвергается критике другими исследователями:
Книга Вейсса — ничто иное, как путеводитель хороших манер и должного образа мыслей, рассматриваемых сквозь призму присущего Руссо оптимистического натурализма. В ней нет никакого сходства с терминологией или предметом набросков молодого Толстого. В действительности, эти наброски несут на себе отчетливый отпечаток другого источника, а именно, посткантианской идеалистической философии.
Оригинальный текст (англ.)Weiss’ book is really a guide to good manners and correct thinking as seen through the prism of Rousseau’s optimistic naturalism. It bears no resemblance to the terminology or subject matter of young Tolstoi’s fragments. In fact, these fragments bear  the ineffaceable imprint of a different source, namely, post-Kantian Idealist philosophy.— Walsh, Harry H. Elements of Classical German Idealism in Tolstoi’s Philosophical Fragments (англ.) // Univ. of Waterloo. Germano-Slavica : A Canadian Journal of Germanic and Slavic Comparative Studies. — 1988. — Vol. VI, no. 1. — P. 3–16. — ISSN 1916-5196.

### Дополнительные материалы
- Mottaz, Eugène. Une réception triomphale (недоступная ссылка — история) (фр.) // Gazette de Lausanne. — Lausanne, 1931. — No 87 (29.03.1931). — P. 1.
- Bähler, Eduard. Das Eggut zu Thierachern (нем.) // Neues Berner Taschenbuch. — 1912. — Vol. 18. — P. 27—101. — doi:10.5169/seals-128674.
- Delhorbe, Cécile-René. Le Général de Montesquiou et le Colonel de Weiss (фр.) // Schweizerische Zeitschrift für Geschichte. — 1957. — Vol. 7. — P. 214—218. — doi:10.5169/seals-79175.
- Steiner, Gustav. Einleitung // Korrespondenz des Peter Ochs (1752-1821) (нем.) / Hrsg. u. eingeleitet von Gustav Steiner. — Basel: H. Opperman, 1927. — Bd. 1. — S. cxcvii. — (Quellen zur Schweizer Geschichte, III. Abt.).
- La Harpe, Frédéric-César de. Correspondance de Frédéric-César de La Harpe sous la République Helvétique (фр.) / Pub. par Jean-Charles Biaudet et Marie-Claude Jequier. — Neuchâtel: Ed. de la Baconnière, 1982. — Vol. 1. — P. 367.
- Meuwly, Olivier. Weiss, Béat de (фр.). e-DHS. Dictionnaire historique de la Suisse. Rédaction Web (7 июня 2013). Дата обращения: 24 сентября 2013. Архивировано 28 декабря 2012 года.
- Perrenoud, Marc. Weiss, François Rodolphe de (фр.). e-DHS. Dictionnaire historique de la Suisse. Rédaction Web (2 июля 2013). — О правнуке. Дата обращения: 24 сентября 2013.